# سبز کوچک
سبز کوچک فیلمی به کارگردانی  و نویسندگی غلامرضا رمضانی محصول سال ۱۳۸۶ است.

## خلاصه داستان
محمد داستانی نوشته که در مسابقه‌های بین مدرسه‌ای اول شده و باید روز نیمه شعبان برای گرفتن جایزه اش به سالن بزرگ شهر برود. پدر به دلیل دست تنها بودن صاحب کارش، محمد را وادار می‌کند تا ظهر به عنوان وردست در حجره فرازمند بماند. نگرانی محمد برای نرسیدن به سالن جشن بی‌مورد نیست. او تا ظهر موانع مختلفی سر راهش می‌بیند و به هر ترفندی از این مشکلات عبور می‌کند. اما مرتضی پسر عمه اش که از فرازمند دل خوشی ندارد می‌خواهد با دزدیدن قالیچه گران‌قیمت از فرازمند تلافی کند.

## بازیگران
- حسین محجوب
- رضا فیاضی
- محمدرضا حسین آبادی
- وحید زیرکی
- وحید زنده نام